# Helmut Senekowitsch
Helmut Senekowitsch (Graz, 1933. október 22. – Klosterneuburg, 2007. szeptember 9. –) osztrák labdarúgó-középpályás, edző.
Az osztrák válogatott tagjaként részt vett az 1958-as labdarúgó-világbajnokságon, majd az 1978-as labdarúgó-világbajnokságon edzőként irányította hazája csapatát.